# Eurydice pontica
Eurydice pontica är en kräftdjursart som först beskrevs av Voldemar Czerniavsky 1868.  Eurydice pontica ingår i släktet Eurydice och familjen Cirolanidae. Inga underarter finns listade i Catalogue of Life.